# Saint-Antoine-Cumond
Saint-Antoine-Cumond è un comune francese di 393 abitanti situato nel dipartimento della Dordogna nella regione della Nuova Aquitania.

## Società

### Evoluzione demografica
Abitanti censiti